# Jablonka, Myjava
Jablonka este o comună slovacă, aflată în districtul Myjava din regiunea Trenčín. Localitatea se află la altitudinea de 290 m deasupra n.m., se întinde pe o suprafață de 12,59 km2 și în 2017 număra 489 de locuitori.

## Istoric
Localitatea Jablonka este atestată documentar din 1690.

## Demografie
| An:                | 1994 | 2004    | 2014   | 2024   |
| ------------------ | ---- | ------- | ------ | ------ |
| Număr de persoane: | 600  | 517     | 482    | 474    |
| Diferență:         |      | −13,83% | −6,76% | −1,65% |

| An:                | 2023 | 2024 |
| ------------------ | ---- | ---- |
| Număr de persoane: | 474  | 474  |
| Diferență:         |      | +0%  |